# Jean-François Ballot
Pour les articles homonymes, voir Ballot.
Jean-François Ballot est un homme politique français né le 28 février 1778 à Bellême (Orne) et décédé le 5 avril 1849 à Paris.

## Biographie
D'abord soldat dans l'armée révolutionnaire, il participe comme officier aux combats dans les Antilles, sous les ordres du général Leclerc. Il quitte l'armée pour raison de santé à son retour en métropole. Il est adjoint au maire de Bellême de 1807 à 1815. Militant libéral sous la Restauration, il devient maire de Bellême en août 1830, et député de l'Orne de 1830 à 1849, siégeant à gauche, dans l'opposition, à partir de 1833. Il siège avec les républicains modérés, proches du général Cavaignac, après 1848.

## Sources
- « Jean-François Ballot », dans Adolphe Robert et Gaston Cougny, Dictionnaire des parlementaires français, Edgar Bourloton, 1889-1891 [détail de l’édition]